# Kanakasooriya Cinkaiariyan
Kanakasooriya Cinkaiariyan (mort 1478) fou un rei de la dinastia Aryacakravarti que va governar el regne de Jaffna i va perdre tot el poder davant un rei rival. Va heretar el tron del seu pare Gunaveera Cinkaiariyan el 1440. Va ser deposat el 1450 per Sapumal Kumaraya un dirigent militar enviat per Parakramabahu VI del rival regne de Kotte situat al sud dels seus dominis. Un bon nombre de fonts primàries com el Rajavaliya i el Kokila Sandesa escrites en singalès descriuen viscudament la planificació i conquesta del regne de Jaffna.
Kanakasooriya va fugir a l'Índia del sud amb els seus dos fills. Sapumal Kumaraya va governar el regne de Jaffna com a virrei (1450-1467) i fins i tot va encunyar monedes en la tradició de les monedes Setu, les monedes natives del regne de Jaffna. Després de la mort de Parakramabahu VI el 1467, va deixar Nallur la capital hi va anar a Kotte per participar en una lluita per heretar el tron. Tot i que fou victoriós i va governar com Srisangabodhi Bhuvaneka Bahu VI fou incapaç d'impedir el retorn de Kanakasooriya Cinkaiariyan i els seus dos fills amb mercenaris per recuperar el poder al regne de Jaffna.
A la seva mort el va succeir el seu fill Singai Pararasasegaram.